# Miss Univers 2004
Miss Univers 2004, 53e édition du concours de Miss Univers, a eu lieu le 1er juin 2004, au Centro de Convenciones CEMEXPO, à Quito, en Équateur.Jennifer Hawkins, Miss Australie, a remporté la complétion, elle devient donc Miss Univers 2004.

## Résultats

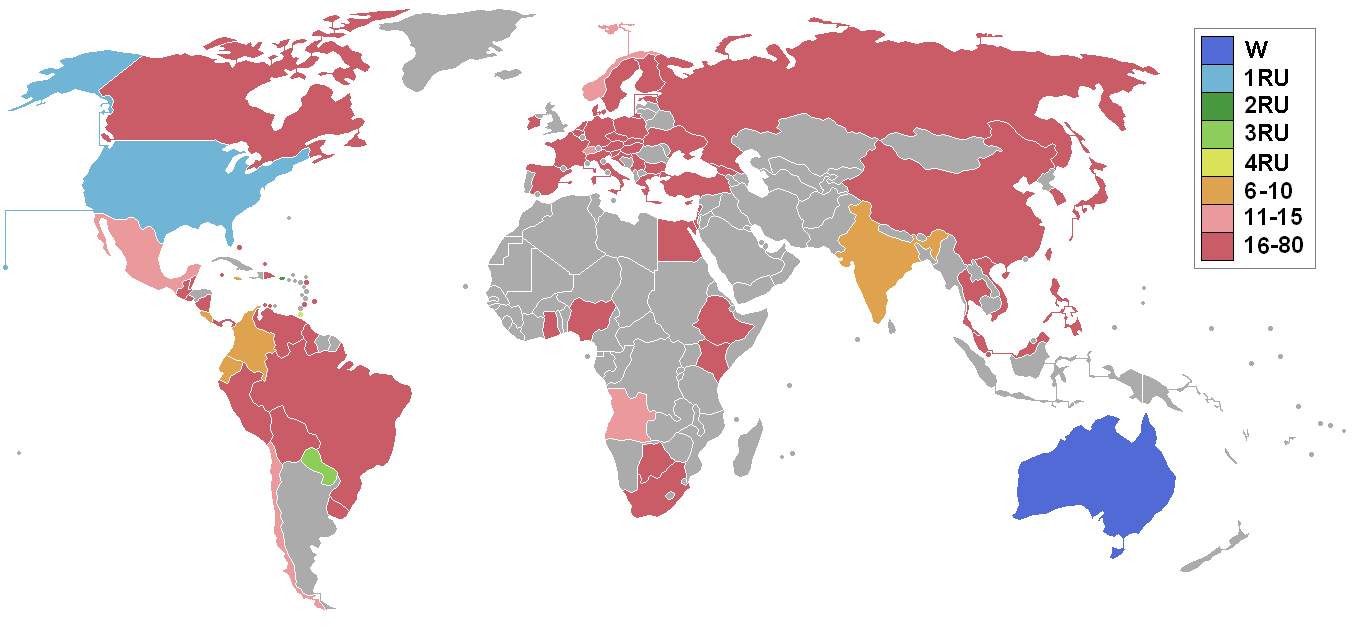
Pays et territoires participants et résultats.

| Résultat final    | Candidate |
| ----------------- | --- |
| Miss Univers 2004 | - Australie - Jennifer Hawkins |
| 1re dauphine      | - États-Unis - Shandi Finnessey |
| 2e dauphine       | - Porto Rico - Alba Reyes |
| 3e dauphine       | - Paraguay - Yanina González |
| 4e dauphine       | - Trinité-et-Tobago - Danielle Jones |
| Top 10            | - Colombie - Catherine Daza - Équateur - Susana Rivadeneira - Jamaïque - Christine Straw - Inde - Tanushree Dutta - Costa Rica - Nancy Soto |
| Top 15            | - Norvège - Kathrine Sørland - Chili - Gabriela Barros - Suisse - Bianca Sissing - Mexique - Rosalva Luna - Angola - Telma Sonhi            |

## Prix spéciaux
| Prix                      | Candidates                                                                                 |
| ------------------------- | ------------------------------------------------------------------------------------------ |
| Meilleur costume national | - Panama - Jessica Rodríguez - Mexique - Rosalva Luna - Trinité-et-Tobago - Danielle Jones |
| Miss Congénialité         | - Italie - Laia Manetti                                                                    |
| Miss Photogénique         | - Porto Rico - Alba Reyes                                                                  |

## Ordre d'annonce des finalistes
| 1. Porto Rico 2. Norvège 3. Trinité-et-Tobago 4. Équateur 5. Inde 6. Australie 7. Angola 8. Jamaïque 9. Colombie 10. Suisse 11. Costa Rica 12. Chili 13. États-Unis 14. Paraguay 15. Mexique | 1. Costa Rica 2. Trinité-et-Tobago 3. États-Unis 4. Porto Rico 5. Jamaïque 6. Paraguay 7. Équateur 8. Australie 9. Inde 10. Colombie | 1. Paraguay 2. États-Unis 3. Porto Rico 4. Australie 5. Trinité-et-Tobago |

## Juges
- Bo Derek - Actrice.
- Bill Rancic - Gagnant de la première saison de The Apprentice.
- Katie Pritz - Gagnante du concours "You Be The Judge" de Today (NBC).
- Wendy Fitzwilliam - Miss Univers 1998.
- Elsa Benitez - Mannequin internationale.
- Jon Tutolo - President de Trump Model Management.
- Anne Martin - Vice-président des cosmétiques mondiaux et du marketing de Procter & Gamble Cosmetics.
- Monique Menniken - Top-modèle.
- Petra Nemcova - Top-modèle de Sports Illustrated.
- Jefferson Pérez - Médaillé d'or équatorien des Jeux olympiques d'été de 1996.
- Emilio Estefan - Producteur de musique et animateur.

## Candidates
| - Angola - Telma Sonhi - Antigua-et-Barbuda - Ann-Marie Brown - Aruba - Zizi Lee - Australie - Jennifer Hawkins - Autriche - Daniela Strigl - Bahamas - Raquel Simone Horton - Barbade - Cindy Baston - Belgique - Lindsy Dehollander - Belize - Leilah Pandy - Bolivie - Gabriela Oviedo - Botswana - Icho Keolotswe - Brésil - Fabiane Niclotti † - Bulgarie - Ivelina Petrova - Canada - Venessa Fisher - Îles Caïmans - Stacey-Ann Kelly - Chili - Gabriela Barros - Chine - Zhang Meng - Colombie - Catherine Daza - Costa Rica - Nancy Soto - Croatie - Marijana Rupčić - Curaçao - Angeline da Silva - Chypre - Nayia Iacovidou - Tchéquie - Lucie Váchová - Danemark - Tina Christensen - République dominicaine - Larissa Fiallo - Équateur - Susana Rivadeneira - Égypte - Heba El-Sisy - Salvador - Gabriela Mejía - Estonie - Sirle Kalma - Éthiopie - Ferehyiwot Abebe - Finlande - Mira Salo - France - Lætitia Bléger - Géorgie - Nino Murtazashvilli - Allemagne - Shermine Shahrivar - Ghana - Minaye Donkor - Grèce - Valia Kakouti - Guatemala - Marva Weatherborn - Guyana - Odessa Phillips - Hongrie - Blanka Bakos - Inde - Tanushree Dutta | - Irlande - Cathriona Duignam - Israël - Gal Gadot - Italie - Laia Manetti - Jamaïque - Christine Straw - Japon - Eri Machimoto - Kenya - Anita Maina - Corée du Sud - Choi Yun-yong - Liban - Marie-José Hnein - Malaisie - Andrea Fonseka - Mexique - Rosalva Luna - Pays-Bas - Lindsay Grace Pronk - Nicaragua - Marifely Argüello - Nigeria - Anita Uwagbale - Norvège - Katherine Sorland - Panama - Jessica Rodríguez - Paraguay - Yanina González - Pérou - Liesel Holler - Philippines - Maricar Balagtas - Pologne - Paulina Panek - Porto Rico - Alba Reyes - Russie - Ksenia Kustova - Serbie-et-Monténégro - Dragana Dujović - Singapour - Sandy Chua - Slovaquie - Zuzana Dvorska - Slovénie - Sabina Remar - Afrique du Sud - Joan Ramagoshi - Espagne - María Jesús Ruiz - Saint-Vincent-et-les-Grenadines - Laferne Fraser - Suède - Katarina Wigander - Suisse - Bianca Sissing - Taipei chinois - Janie Yu-Chen Hsieh - Thaïlande - Morakot Aimee Kittisara - Trinité-et-Tobago - Danielle Jones - Turquie - Fatos Segmen - Îles Turques-et-Caïques - Shamara Ariza - Ukraine - Oleksandra Nikolayenko - Uruguay - Nicole Dupont - États-Unis - Shandi Finnessey - Venezuela - Ana Karina Áñez - Viêt Nam - Hoàng Khánh Ngọc |